# Matala (Angola)
Matala – miasto w Angoli, w prowincji Huíla.